# Vítězslav Nezval

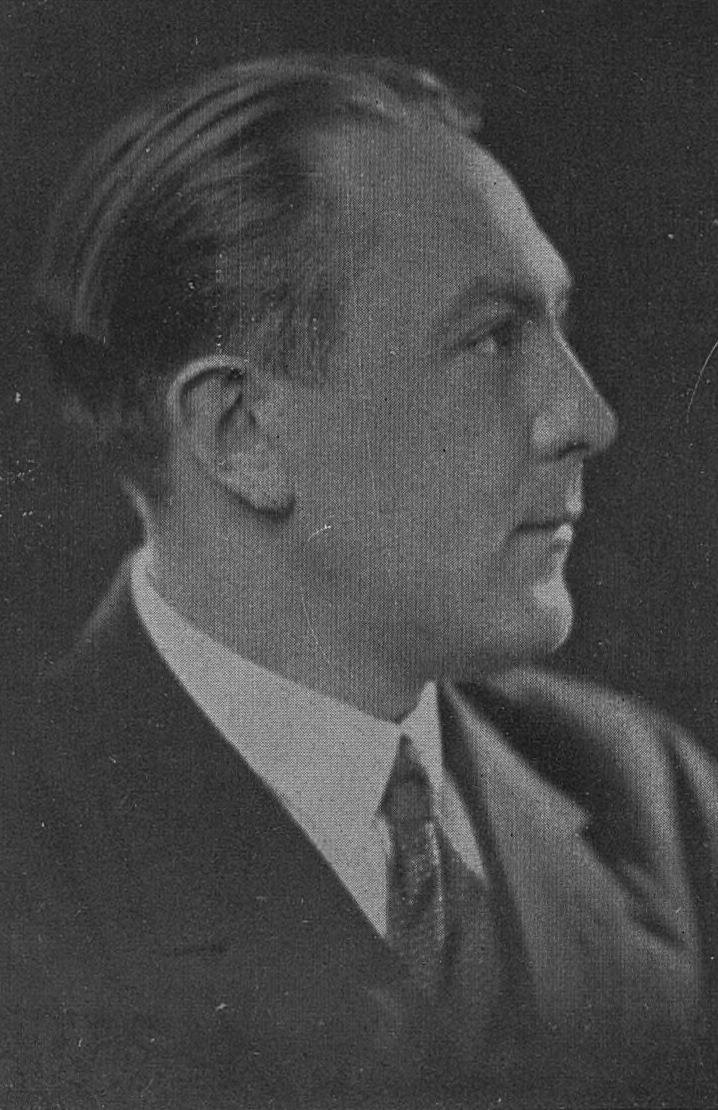
Vítězslav Nezval

Vítězslav Nezval (Biskoupky, 26 mei 1900 - Praag, 6 april 1958) was een Tsjechisch schrijver en stichter van de surrealistische beweging in zijn land.
Nezval was een stichtend lid van de avant-gardegroep Devětsil. Hij schreef poëzie, experimentele theaterstukken, romans en essays en hij was ook actief als vertaler. Hij was zo een van de productiefste schrijvers van Tsjechoslowakije tijdens het interbellum. Samen met andere Tsjechoslowaakse kunstenaars als Karel Teige, Jindřich Štyrský en Toyen bezocht hij regelmatig Parijs. Daar kwam hij in contact met de surrealisten André Breton en Paul Éluard. In 1934 stichtte hij een surrealistische groep in Tsjechoslowakije en werd redacteur van het tijdschrift van de groep, Surrealismus.
- Bibsys: 90233592
- Biblioteca Nacional de España: XX1381667
- Bibliothèque nationale de France: cb12015804f (data)
- Catàleg d'autoritats de noms i títols de Catalunya: 981058516877806706
- CiNii: DA08868139
- Digitale Bibliotheek voor de Nederlandse Letteren: nezv001
- Gemeinsame Normdatei: 118587579
- International Standard Name Identifier: 0000 0003 6864 987X
- Library of Congress Control Number: n80109666
- Nationale Bibliotheek van Letland: 000177510
- MusicBrainz: 0af2f56e-3810-4497-90cb-21d2c512c6f9
- Bibliotheek van het Japanse parlement: 001187790
- Nationale Bibliotheek van Tsjechië: jk01090162
- Nationale bibliotheek van Australië: 35385999
- Nationale Bibliotheek van Israël: 987007265930405171
- Nederlandse Thesaurus van Auteursnamen: 070141037
- Réseau des bibliothèques de Suisse occidentale: 02-A000121840
- LIBRIS: 245541
- Système universitaire de documentation: 028292774
- Trove: 934193
- Virtual International Authority File: 7402030
- WorldCat: E39PBJrm7QFHYY89hVHhYq8jYP